# Regió de les muntanyes Rocoses

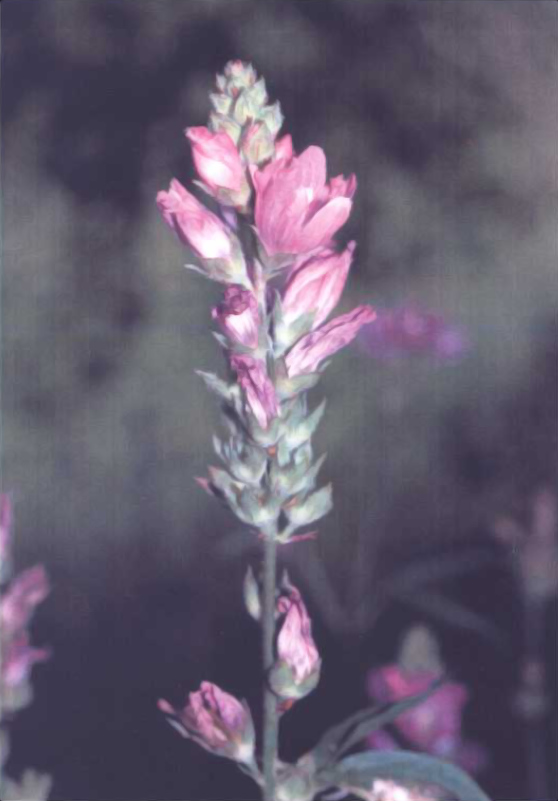
Sidalcea oregana var. calva

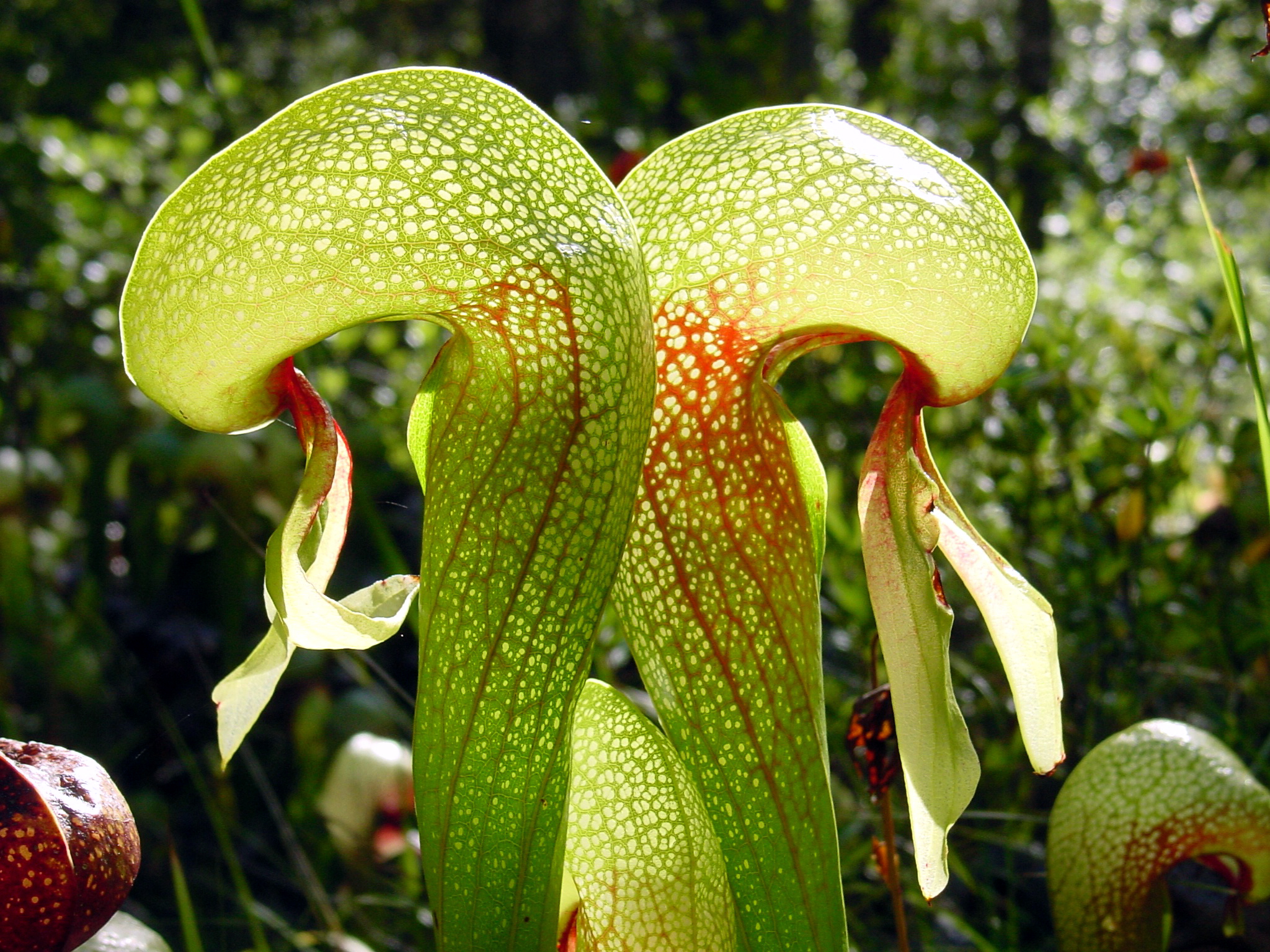
Darlingtonia californica

La regió de les muntanyes Rocoses (en anglès: Rocky Mountain Floristic Region), és una regió florística dins del regne holàrtic situada a l'oest d'Amèrica del nord (Canadà i els Estats Units) va ser delineada per Armèn Takhtadjan i Robert F. Thorne.
S'estén des de les illes Kodiak d'Alaska aproximadament fins a la Badia de San Francisco i la Sierra Nevada dels Estats Units a Califòrnia, seguint la costa de l'Oceà Pacífic a l'oest i les Grans Planes a l'est a través de les muntanyes Rocoses i les serralades del Pacífic. Fa frontera amb la província canadenca de la Regió circumboreal al nord, per la província de les praderies de la regió atlàntica nord-americana a l'est i per la província florística californiana de la regió madreana al sud. Les fronteres amb la província canadenca i la província californiana són vagues.
Malgrat que aquesta regió no té famílies de plantes vasculars endèmiques té molts gèneres endèmics com són: Sidalcea, Luetkea, Whipplea, Vancouveria, Lithophragma, Tellima, Tolmiea, Luina) i nombroses espècies endèmiques. Els gèneres Arnica, Castilleja, Erigeron, i Lomatium tenen el centre de major diversitat aquí. La regió té la major diversitat de coníferes del Nou Món. Es subdivideix en la província vncouveriana i la província de les Muntanyes Rocoses.
La província vancouveriana consta de les parts costaneres de la regió incloent les serralades del Pacífic. Dintre d'ella es troba i són endèmiques les espècies i gèneres següents: Sequoia sempervirens, Sequoiadendron giganteum, Darlingtonia californica, Vancouveria i Whipplea. La frontera amb la província californiana no està ben definida.
La província de les Muntanyes Rocoses inclou les Muntanyes Rocoses i serralades associades. Amb motiu de la glaciació durant el Plistocè, la seva flora, especialment al nord, té un menor grau d'endemismes que la província vancouveriana.